# Formica dakotensis
Formica dakotensis é uma espécie de formiga do gênero Formica, pertencente à subfamília Formicinae.